# Quai de Jemmapes
Quai de Jemmapes (nábřeží Jemmapes) je nábřeží v Paříži. Nachází se v 10. obvodu. Nábřeží je pojmenované podle místa Jemmapes v Belgii (dnes část města Mons), kde 6. listopadu 1792 proběhla bitva, ve které Francie porazila Rakousko.

## Poloha
Nábřeží vede podél celého levého, východního břehu kanálu Saint-Martin. Začíná na křižovatce s ulicí Rue du Faubourg-du-Temple, kde se vodní kanál vynořuje z podzemí, a končí u křižovatky s Boulevardem de la Villette. Vede ve směru z jihu na sever.

## Historie
Nábřeží vzniklo kolem roku 1822 během výstavby kanálu Saint-Martin. V roce 1824 bylo nazváno Quai Charles X podle krále Karla X. a v roce 1830 bylo přejmenováno na dnešní Quai de Jemmapes.
Do roku 1911 začínalo nábřeží u ulice Rue Rampon, ale kanál byl zakryt deskou a úsek mezi touto ulicí a Rue du Faubourg du Temple byl připojen k Boulevardu Jules-Ferry.